# Netta
Netta là một chi chim trong họ Vịt.
Không giống như những con vịt lặn khác, các loài trong chi Netta không muốn lặn, và kiếm ăn nhiều hơn như vị mò.
Các loài trong chi này chủ yếu được tìm thấy trên nước ngọt. Chúng có khả năng bay mạnh mẽ; đôi cánh rộng và cùn của chúng đòi hỏi nhịp đập cánh nhanh hơn so với những con vịt và chúng cất cánh khó khăn.
Chúng không đi bộ tốt trên đất liền như vị mò lao mình vì chân của chúng có xu hướng được đặt trở lại trên cơ thể để giúp đẩy chúng khi ở dưới nước.

## Các loài
- Netta erythrophthalma - vịt đầu nâu phương Nam
- Netta peposaca - vịt mỏ hồng
- Netta rufina - vịt lặn mào đỏ